# Zorro (sèrie de televisió)
Zorro és una sèrie de televisió espanyola d'acció i drama històric, creada i escrita per Carlos Portela per a Prime Video, basada en el personatge homònim originalment creat per l'autor estatunidenc Johnston McCulley en 1919. És protagonitzada per Miguel Bernardeau com el Zorro, acompanyat d'un repartiment format per Renata Notni, Dalia Xiuhcoatl, Emiliano Zurita, Andrés Almeida, Cuauhtli Jiménez, Elia Galera, Paco Tous, Rodolfo Sancho, Cristo Fernández, Francisco Reyes, Luis Tosar, Ana Layevska i Cecilia Suárez. Té com a banda sonora principal al cantant colombià Juanes i al cantant mexicà Carín León. Es va estrenar a Prime Video als Estats Units i Llatinoamèrica el 19 de gener de 2024, mentre que a Espanya es va estrenar el 25 de gener. S'ha subtitulat al català.

## Trama
Diego de la Vega (Miguel Bernardeau) és triat per a ser la nova Zorro, però el seu únic propòsit és desemmascarar els assassins del seu pare i portar-los davant la justícia. A mesura que assumeix el paper del Zorro, en Diego no sols lluita per la justícia a Los Angeles, sinó que també descobreix els problemes de ser un heroi i com el seu paper afecta la Califòrnia del segle xix.

## Repartiment

### Principal
- Miguel Bernardeau com a Diego de la Vega
- Renata Notni com a Lolita Márquez
- Dalia Xiuhcoatl com a Nah-Lin
- Emiliano Zurita com a Enrique Sánchez Monasterio
- Paco Tous com a Bernardo / Mudo
- Rodolfo Sancho com el governador Pedro Victoria (Episodi 1 - Episodi 7)

Amb la col·laboració especial de
- Cristo Fernández com a Zorro (Episodi 1 - Episodi 2)
- Luis Tosar com a Alejandro de la Vega (Episodi 1 - Episodi 2; Episodi 9)
- Francisco Reyes com a Vanderveen (Episodi 3 - Episodi 4; Episodi 6; Episodi 9 - Episodi 10)
- Cecilia Suárez com a Guadalupe Montoro (Episodi 3; Episodi 7 - Episodi 10)

### Secundari
- Fele Martínez com a Don Antonio
- Cuauhtli Jiménez com a Corb Nocturn
- Elia Galera com a Lucía Márquez
- Andrés Almeida com a Tadeo Márquez
- Peter Vives com a Janus Carter
- Minyona Huang com a Mei
- Ana Layevska com a Irina Ivanova
- Joel Bosqued com a Samael/Alejandro Montoro
- Estibalitz Ruiz com a Carmen de la Madrid
- Christian Vázquez com a Ramírez
- Joe Manjón com a Zeck
- Oleg Kricunova com a Andreyevich
- Mireia Mambo com a Harriet Jones
- Carlos Wu com a Tchang
- Toni Zenet com el doctor Ros
- Alosian Vivancos com a Francisco de la Madrid

### Recurrent
- Gonzalo Ramírez com a Doble Zorro (Episodi 1 - Episodi 10)
- Yany Prado com la doctora Kohl (Episodi 2 - Episodi 3; Episodi 5 - Episodi 7)
- Eva Camacho com a Margarita (Episodi 2; Episodi 5; Episodi 8 - Episodi 9)
- JK Manozca  (Episodi 2; Episodi 4 - Episodi 5)
- Nacho Rodríguez com a Met-Ha-My-Whan (Episodi 5 - Episodi 7)

## Capítols
| Núm. | Títol                                   | Direcció          | Guió                            | Data d'estrena original |
| --- | --------------------------------------- | ----------------- | ------------------------------- | ----------------------- |
| 1 | «El elegido»                            | Javier Quintas    | Carlos Portela                  | 19 de gener de 2024     |
| Diego de la Vega torna a Califòrnia per venjar l'assassinat del seu pare. Després de ser elegit Zorro, comença una lluita contra la Nah-Lin, que està convençuda que li ha usurpat el seu llegat. A més, Diego s'enfrontarà al governador, al malvat líder de la comunitat xinesa i a una societat secreta mentre aprèn a anteposar el bé comú al propi fins i tot a costa de sacrificar el seu amor per Lolita. |                                         |                   |                                 |                         |
| 2 | «Herencia»                              | Javier Quintas    | Carlos Portela                  | 19 de gener de 2024     |
| Diego i Lolita són ostatges d'un atracament a la casa d'emprèstits per cridar l'atenció del Zorro. Quan la Lolita resulta ferida a l'atracament, en Diego dubta si realment està a l'altura de portar la màscara. |                                         |                   |                                 |                         |
| 3 | «La apuesta»                            | Jorge Saavedra    | Carlos Portela                  | 19 de gener de 2024     |
| Una dona ha desaparegut al barri xinès, cosa que obliga el Zorro a actuar. Tot es complica per una desgraciada explosió a la mina de Ramírez. A més, en Diego rep una informació dolorosa sobre l'assassinat del seu pare. |                                         |                   |                                 |                         |
| 4 | «La venganza»                           | Jorge Saavedra    | Carlos Portela                  | 19 de gener de 2024     |
| El Zorro està sembrant el terror en una guerra oberta contra el governador. Lolita lluita contra els seus sentiments cap a en Diego, mentre que en Monasterio descobreix una realitat sobre el Zorro que ho canvia tot. |                                         |                   |                                 |                         |
| 5 | «La ejecución»                          | Javier Quintas    | Carlos Portela                  | 19 de gener de 2024     |
| En Monasterio comença a sospitar que el Zorro no és tot el que el governador predica. En Diego i la Nah-Lin es veuen obligats a deixar enrere les seves diferències i a pactar una treva temporal si volen alliberar els indígenes capturats. En Diego troba una pista clau per trobar els assassins del seu pare.                                                                                               |                                         |                   |                                 |                         |
| 6 | «Juego de máscaras»                     | Javier Quintas    | Carlos Portela                  | 19 de gener de 2024     |
| La subhasta per les terres de Ramírez sembla que té un guanyador pactat: la companyia Russoamericana. Després d'intentar assegurar-se que l'Andréievitx no arribi a la subhasta, en Diego rep una visita del clan de l'Os. La Lolita dubta entre el que sent per en Diego i el seu compromís amb en Monasterio.                                                                                                  |                                         |                   |                                 |                         |
| 7 | «El mito»                               | Jorge Saavedra    | Carlos Portela                  | 19 de gener de 2024     |
| Uns relats sobre el Zorro apareixen al Californiano i alimenten la ment de l'Ivanova, que troba en el Zorro la peça que li faltava pels seus plans. En Diego rep un ultimàtum d'un dels homes de la Nah-Lin que posa en perill la seva identitat secreta. |                                         |                   |                                 |                         |
| 8 | «La boda»                               | Jorge Saavedra    | Carlos Portela                  | 19 de gener de 2024     |
| La Nah-Lin descobreix que la Lolita és el punt feble d'en Diego, així que amenaça de matar-la el dia del seu casament si no renuncia a ser Zorro. |                                         |                   |                                 |                         |
| 9 | «Desenmascarados»                       | José Luis Alegría | Javier Quintas i Carlos Portela | 19 de gener de 2024     |
| El clan de l'Os demana a en Diego una prova de fidelitat. Si no vol dur-la a terme, has de descobrir els assassins abans que acabi el termini. La Lolita confronta en Diego sobre la veritable identitat del Zorro. |                                         |                   |                                 |                         |
| 10 | «Baile de máscaras para tres funerales» | Javier Quintas    | Carlos Portela                  | 19 de gener de 2024     |
| La Guadalupe i en Samael arriben a Los Angeles per reclamar part de l'herència de l'Alejandro. El termini que li ha donat el clan de l'Os està a punt de caducar: en Diego ha de matar en Monasterio. |                                         |                   |                                 |                         |

## Producció
El 28 de gener de 2021, durant una presentació dels seus futurs projectes, la productora Secuoya Studios va anunciar que havien adquirit els drets per a desenvolupar una nova sèrie basada en el personatge del Zorro, originalment creat per Johnston McCulley, la qual van dir que estaria "adaptada als nous temps". El maig de 2022, es va anunciar que Prime Video havia adquirit la sèrie, i que Miguel Bernardeau encarnaria al personatge protagonista en la nova sèrie.
El rodatge es va iniciar el 25 de juliol de 2022 en diferents localitzacions de les illes Canàries, entre les quals s'inclouen Las Palmas de Gran Canaria, Arucas, Gáldar, Sant Bartolomé de Tirajana, Telde, l'espai natural protegit del Nublo, la Caldera de Tejeda, i el parc temàtic Sioux City. Va concloure el febrer de 2023.

## Estrena i màrqueting
El juliol de 2023, Prime Video va treure la primera imatge de Zorro i va anunciar que s'estrenaria en algun punt de la primera meitat de 2024. El novembre de 2023, Prime Video va treure el pòster de la sèrie i va programar l'estrena a la plataforma a Espanya, Portugal i Andorra pel 25 de gener de 2024. També va programar l'estrena als Estats Units i Llatinoamèrica pel 19 de gener, sis dies abans de l'estrena a Espanya.
L'agost de 2023, TVE va anunciar que havia adquirit els drets de la sèrie per a la seva emissió a la televisió lineal, la qual tindria lloc després de la seva estrena a Prime Video. El 22 de gener de 2024, TVE va anunciar que la sèrie es començaria a emetre a La 1 el 28 de gener de 2024, tan sols tres dies després de l'estrena de Prime Video a Espanya.